# 에리히 멘데
에리히 멘데(독일어: Erich Mende, 1916년 10월 28일~1998년 6월 5일)는 독일의 정치인이다. 1960년부터 1968년까지 서독 자유민주당의 의장을 지냈다. 이 사이 1963년부터 1966년까지 에르하르트 내각에서 부총리 겸 전독일장관을 지냈다. 이후 브란트 내각이 동방 정책을 추진하자 이에 반발, 1970년 자민당을 탈당하고 기독교민주연합에 입당했다.

## 생애

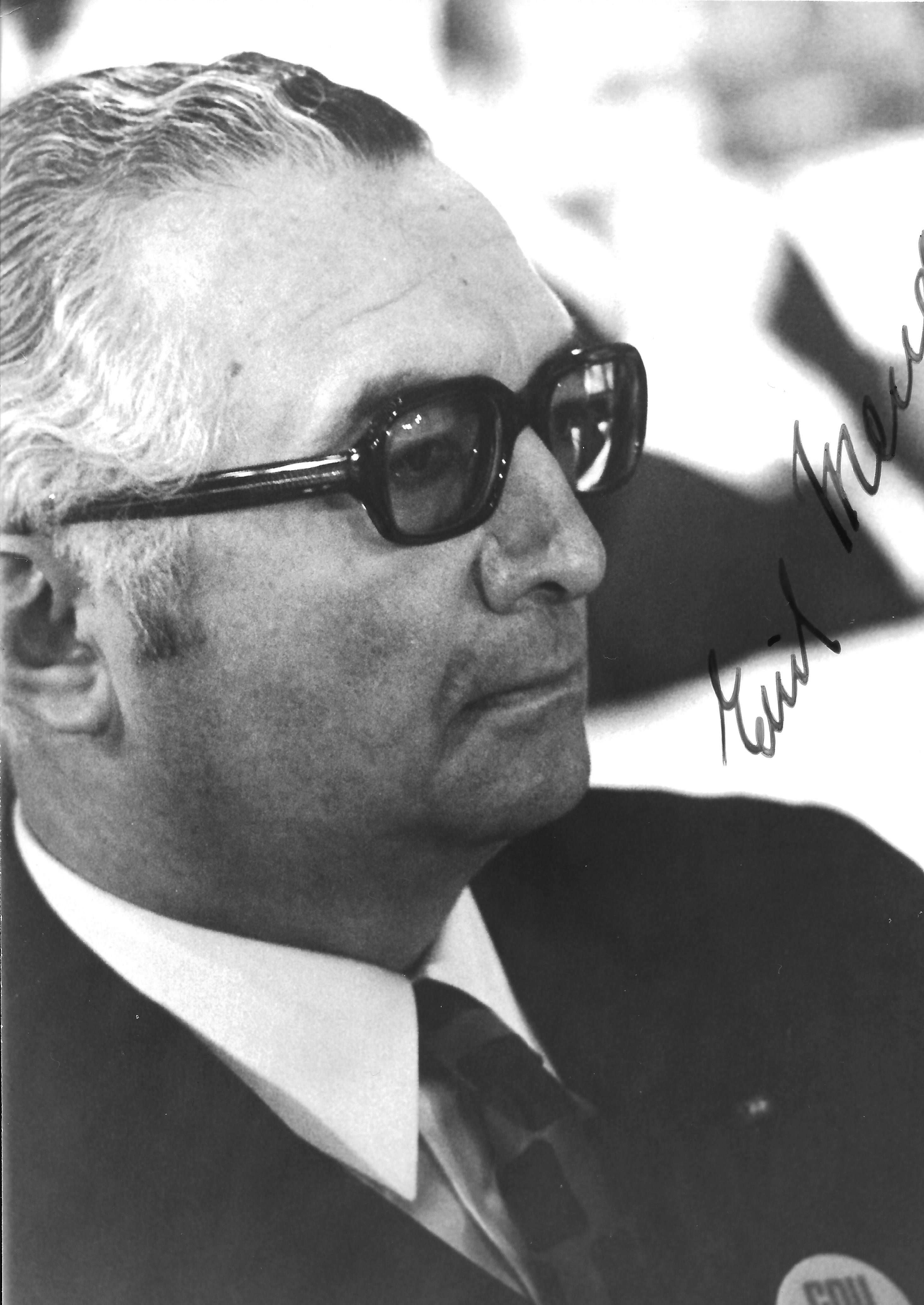
1971년 모습

1916년 10월 28일 슐레지엔 지방의 그로스슈트렐리치(지금의 스트셸체오폴스키에)에서 태어났다. 아버지는 초등학교 교사로, 독일 중앙당 소속으로 시의원을 지낸 바 있었다.
종전 후 1948년까지 쾰른 대학교와 본 대학교에서 법학을 전공한 후 쾰른 대학교에서 정치학을 전공했으며, 1949년 법학박사 학위를 취득한 후 정치학 강사로 활동했다. 전후 신생 창당한 자유민주당의 발기인에 이름을 올렸으며, 1949년 총선에서 자민당 소속으로 출마해 당선됐다. 1957년부터 자민당 원내대표를 맡게 됐으며 1960년에는 당 의장에 올라섰다.
1963년 콘라트 아데나워가 총리직에서 물러나자 부총리였던 루트비히 에르하르트가 총리직에 올랐다. 에르하르트는 연정 파트너였던 자민당의 의장이었던 그를 후임 부총리인 동시에 전독일장관으로 지명했다. 이에 따라 자민당 원내대표직은 크누트 폰퀼만슈툼에서 넘겨줬다. 1966년 에르하르트 내각이 붕괴되면서 부총리 및 장관직에서 물러났다.
1970년 빌리 브란트가 이끄는 내각이 동방 정책을 추진하자 이에 반발해 자민당을 탈당하고 기민련에 입당했다. 1980년 의원직에서 물러났다. 1998년 6월 5일 본에서 사망했다.